# Ermita de Sant Joan Baptista de Moraira
L'ermita de sant Joan Baptista, se situa molt prop de la platja del Portet de Moraira (Marina Alta, País Valencià), amagada entre edificacions. Segons algunes fonts aquesta ermita fou construïda l'any 1865, sota l'impuls del rector Mossén Francisco. Malgrat que aquesta data no és segura, sí que es té la certesa que l'any 1910 ja existia l'ermita, segons es desprèn de l'obra de F. Figueras Pacheco. Posteriorment va ser ampliada pel rector Vicent Buigues, de Teulada i rector de Benissa, cap al 1940, moment en què es construí la naia o porxo que precedeix l'ermita.

## Descripció
L'ermita té unes dimensions aproximades de 6,80 x 10,20 cm. És de planta rectangular amb dos cossos, el principal es cobreix amb sostre de volta de mig punt i coberta a dues aigües de teula plana, i un altre cos adossat al costat esquerre amb coberta a una vessant feta amb teula àrab, a la part davantera de la qual es troba una espadanya. Aquestos dos cossos estan separats a l'interior per tres arcs de mig punt, sustentats per dos pilars i dues pilastres de gran volum, perquè són la resta de l'antic mur lateral de l'ermita.
La capçalera de l'ermita és recta. La nau principal està presidida per una fornícula amb una imatge de Joan Baptista amb dues columnes a cada banda, a la part esquerra de les quals es troba una xicoteta imatge de sant Gabriel i a la dreta una de sant Joan de Déu.